# Kennebec Central Railroad
Pour les articles homonymes, voir Kennebec.
Le Kennebec Central Railroad est un chemin de fer à voie étroite à l'écartement de 2 pieds (610 mm) opérant entre Randolph et l'hôpital pour vétérans de Togus (en), dans le Maine aux États-Unis. Le chemin de fer est construit pour offrir un transport aux vétérans de la guerre civile américaine vivant à Togus vers la ville voisine de Gardiner. La ligne fait 5 milles (8,05 km) de long et est équipée de rails de 25 livres (11,3 kg). Elle relie Randolph, dans le Maine (de l'autre côté de la rivière Kennebec depuis Gardiner) jusqu'à la maison des vétérans à Togus,. Le service ferroviaire commence le 23 juillet 1890.
Le terminal de Randolph comprend une petite gare de style Queen Anne et un long escalier menant au pont couvert que les passagers utilisaient pour franchir la rivière et atteindre Gardiner,. Le matériel roulant initial est composé de six wagons plats et de deux wagons couverts construits par l'entreprise W.H. Dyer de Strong (Maine), de deux voitures de voyageurs et d'une voiture mixte-fourgon construits par Jackson & Sharpe, et d'une locomotive Forney de 16 tonnes construite par Baldwin Locomotive Works. L'expérience opérationnelle acquise au cours du premier été encourage l'achat de deux voitures d'excursion ouvertes à toit voûté auprès de Jackson & Sharp, pour convoyer les foules voyageant par beau temps. Est acquise auprès de la Portland Company (en) une seconde Forney de 18 tonnes pour fournir un service fiable quand la première locomotive est en réparation. Les vétérans de Togus donnaient un concert de groupe les dimanches d'été tandis que d'autres vétérans jouaient à des matchs de baseball. Le service de passagers, les dimanches et des jours fériés, affiche complet avec des civils locaux profitant d'un dimanche après-midi sur le vaste terrain de l'hôpital, qui présentait un troupeau de cerfs.
Le Kennebec Central n'a aucune connexion ferroviaire avec le monde extérieur à Randolph. Le charbon est livré par barges et goélettes à un grand hangar à charbon appartenant au gouvernement, entre les installations ferroviaires de Randolph et la rivière Kennebec,,. Le charbon est chargé sur les wagons plats pour être transporté jusqu'à un chevalet alimentant la centrale de chauffage à vapeur de Togus. La Portland Company a construit deux gondolas à parois basses et portes latérales en 1904 et trois autres en 1907 pour aider le chemin de fer à transporter des quantités croissantes de charbon nécessaires au chauffage de l'hôpital en expansion. Kennebec Central a reconstruit en 1908 trois de ses wagons plats d'origine avec un système de portes latérales similaires. Les deux wagons couverts transportaient de petites quantités de marchandises et étaient peints en vert coach pour correspondre à la livrée des trains de voyageurs.

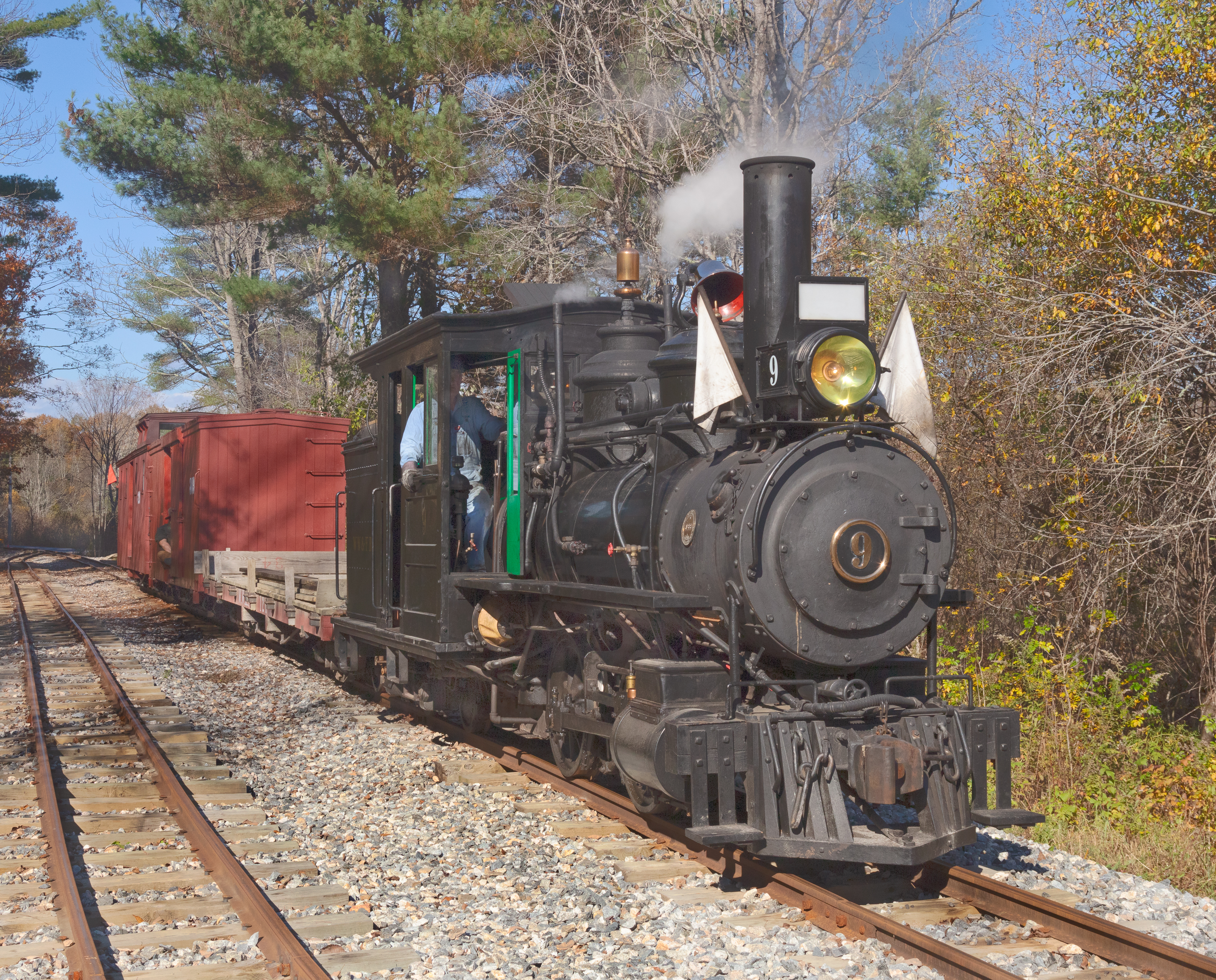
La locomotive ex-n°4 est préservée par le Wiscasset, Waterville & Farmington Railway Museum, à Wiscasset.

Le chemin de fer fonctionne de manière rentable avec de quatre voyages aller-retour par jour de Randolph à Togus et retour, avec un train composé de gondolas à charbon entre la locomotive et la voiture mixte-fourgon,. L'une des voitures d'excursion est transformée en une seconde voiture mixte-fourgon après que l’accroissement du nombre d'automobiles ait réduit le nombre de passagers. Une Forney d'occasion de 19 tonnes (de la Portland Company), provenant du Bridgton and Saco River Railroad (en) remplace la première locomotive en 1922, puis une autre Forney d'occasion de 18 tonnes (Portland Company), provenant du Sandy River and Rangeley Lakes Railroad (en), remplace la deuxième locomotive en 1926,,.
Le trafic est brutalement suspendu le 29 juin 1929 quand le gouvernement fédéral attribue le contrat de transport du charbon à une entreprise de camionnage,,. Les locomotives sont enfermées dans la remise à locomotives à deux stalles située à Randolph, et les voitures attendent sur les voies de garage pendant trois ans. En décembre 1931, un incendie dans le dépôt de Wiscasset a endommagé les locomotives du chemin de fer voisin Wiscasset, Waterville and Farmington (en) . Le propriétaire du chemin de fer Wiscasset achète alors l'ensemble du chemin de fer Kennebec Central pour moins cher que ce qu'il lui aurait coûté pour réparer ses locomotives brûlées. Les locomotives 3 et 4 du Kennebec Central ont été transportées par camion jusqu'à Wiscasset, repeintes et renumérotées 8 et 9. Les rails et le matériel remorqué du Kennebec Central sont ferraillés. Certaines des carrosseries des wagons couverts et des voitures sont vendues comme hangars, et le reste est emporté par la rivière Kennebec lors des inondations du nord-est des États-Unis de 1936 (en).

## Locomotives
| Nom       | Numéro | Constructeur             | Type          | Construction  | Acquisition  | Retrait du service | Finalité                                                          | Notes |
| --------- | ------ | ------------------------ | ------------- | ------------- | ------------ | ------------------ | ----------------------------------------------------------------- | --- |
| Volunteer | 1      | Baldwin Locomotive Works | 022T (Forney) | 1890          | 1890 (neuve) | 1922               | Ferraillée                                                        | |
| Veteran   | 2      | The Portland Company     | 022T (Forney) | décembre 1890 | 1890 (neuve) | 1925               | Ferraillée                                                        | |
|           | 3      | The Portland Company     | 022T (Forney) | avril 1892    | 1920         | 1929               | Vendue en 1933 au Wiscasset, Waterville & Farmington, devenue n°8 | Achetée au Birdgton & Saco River, devenue n°3 |
|           | 4      | The Portland Company     | 022T (Forney) | 1891          | 1925         | 1929               | Vendue en 1933 au Wiscasset, Waterville & Farmington, devenue n°9 | Achetée au Sandy River & Rangeley Lakes, devenue n°6. Originellement Sandy River n°5. Préservée par le Wiscasset, Waterville & Farmington Railway Museum. |